# 安索阿特吉市

安索阿特吉市（西班牙語：Municipio Anzoátegui），是委內瑞拉的一個市，位於該國西部科赫德斯州，首府設於科赫德斯，面積831平方公里，2007年人口16,333，人口密度為每平方公里20人。